# Łazarci
Łazarci (bułg. Лазарци) – wieś w Bułgarii, w obwodzie Wielkie Tyrnowo, w gminie Elena. W 2024 roku liczyła 21 mieszkańców.